# Шечерана (Білий Манастир)
45°47′ пн. ш. 18°35′ сх. д. / 45.78° пн. ш. 18.59° сх. д.
Шечерана (хорв. Šećerana) — населений пункт у Хорватії, в Осієцько-Баранській жупанії у складі міста Білий Манастир.

## Населення
Населення за даними перепису 2011 року становило 540 осіб.
Динаміка чисельності населення поселення:

## Клімат
Середня річна температура становить 11,00 °C, середня максимальна – 25,32 °C, а середня мінімальна – -5,89 °C. Середня річна кількість опадів – 616 мм.
| Клімат поселення                              | Клімат поселення | Клімат поселення | Клімат поселення | Клімат поселення | Клімат поселення | Клімат поселення | Клімат поселення | Клімат поселення | Клімат поселення | Клімат поселення | Клімат поселення | Клімат поселення | Клімат поселення |
| Показник                                      | Січ.             | Лют.             | Бер.             | Квіт.            | Трав.            | Черв.            | Лип.             | Серп.            | Вер.             | Жовт.            | Лист.            | Груд.            |                  |
| Середній максимум, °C                         | 5,78             | 7,67             | 12,31            | 17,00            | 22,26            | 25,32            | 25,04            | 24,79            | 20,58            | 15,14            | 9,01             | 5,12             |                  |
| Середня температура, °C                       | −0,04            | 1,80             | 6,48             | 11,17            | 16,42            | 19,48            | 21,21            | 20,96            | 16,75            | 11,30            | 5,19             | 1,30             |                  |
| Середній мінімум, °C                          | −5,89            | −4,01            | 0,62             | 5,30             | 10,59            | 13,64            | 17,39            | 17,11            | 12,90            | 7,48             | 1,34             | −2,55            |                  |
| Норма опадів, мм                              | 37               | 32               | 36               | 48               | 59               | 77               | 62               | 59               | 50               | 52               | 57               | 47               |                  |
| Середньомісячна швидкість вітру, м/с          | 2.51             | 2.71             | 3.00             | 2.91             | 2.60             | 2.40             | 2.30             | 2.11             | 2.11             | 2.30             | 2.41             | 2.53             |                  |
| Середньомісячна сонячна радіація, кДж/м²·день | 4164             | 6935             | 10869            | 15500            | 19343            | 21701            | 22035            | 20066            | 14890            | 9293             | 4702             | 3457             |                  |
| --------------------------------------------- | ---------------- | ---------------- | ---------------- | ---------------- | ---------------- | ---------------- | ---------------- | ---------------- | ---------------- | ---------------- | ---------------- | ---------------- | ---------------- |
| Джерело:                                      |                  |                  |                  |                  |                  |                  |                  |                  |                  |                  |                  |                  |                  |